# Мухаммад ибн Маслама
Мухаммад ибн Маслама аль-Ансари (араб. محمد بن مسلمة الأنصاري‎, Muḥammad ibn Maslamah al-Anṣārī; ок. 588 или 591 — ок. 663 или 666) — сподвижник исламского пророка Мухаммеда. Он был известен как «Рыцарь Пророка Аллаха»:349. Его кунья была Абу Абдулла или Абу Абдуррахман . Ибн Маслама принял ислам до хиджры Мухаммеда и его последователей. Ибн Маслама был свидетелем всех сражений, за исключением битвы при Табуке, поскольку он был назначен заместителем губернатора Медины во время той кампании.
Во времена Праведного халифата Ибн Маслама участвовал в арабском завоевании Египта под руководством Аз-Зубайры ибн аль-Аввама. На оставшуюся часть правления Второго праведного халифа Умар ибн аль-Хаттаба Ибн Маслама был назначен личным агентом Умара для надзора за его наместниками. 

## Биография
Мухаммад ибн Маслама родился в Медине ок. 588:32 или ок. 591:349 как член племени Аус . Согласно Ибн Асиру в «Усд аль-Габа фи марифат ас-Сахаба» и Ибн Сааду в его «Табакат аль-Кабир», его полная нисба была Мухаммад ибн Маслама ибн Халид ибн Адий ибн Мадждаа ибн Харит аль-Хазрадж ибн Амр ибн Малик Аль -Авси, В то время как ад-Захаби предлагает немного другую и более короткую родословную: Мухаммад ибн Маслама ибн Салама бин Халид бин Адий бин Мадждаа ибн Абу Саид аль-Ауси. Его матерью была Умм Сам Хулайда бинт Аби Убайда из клана Саида:347.

### Кампания под руководством Мухаммеда

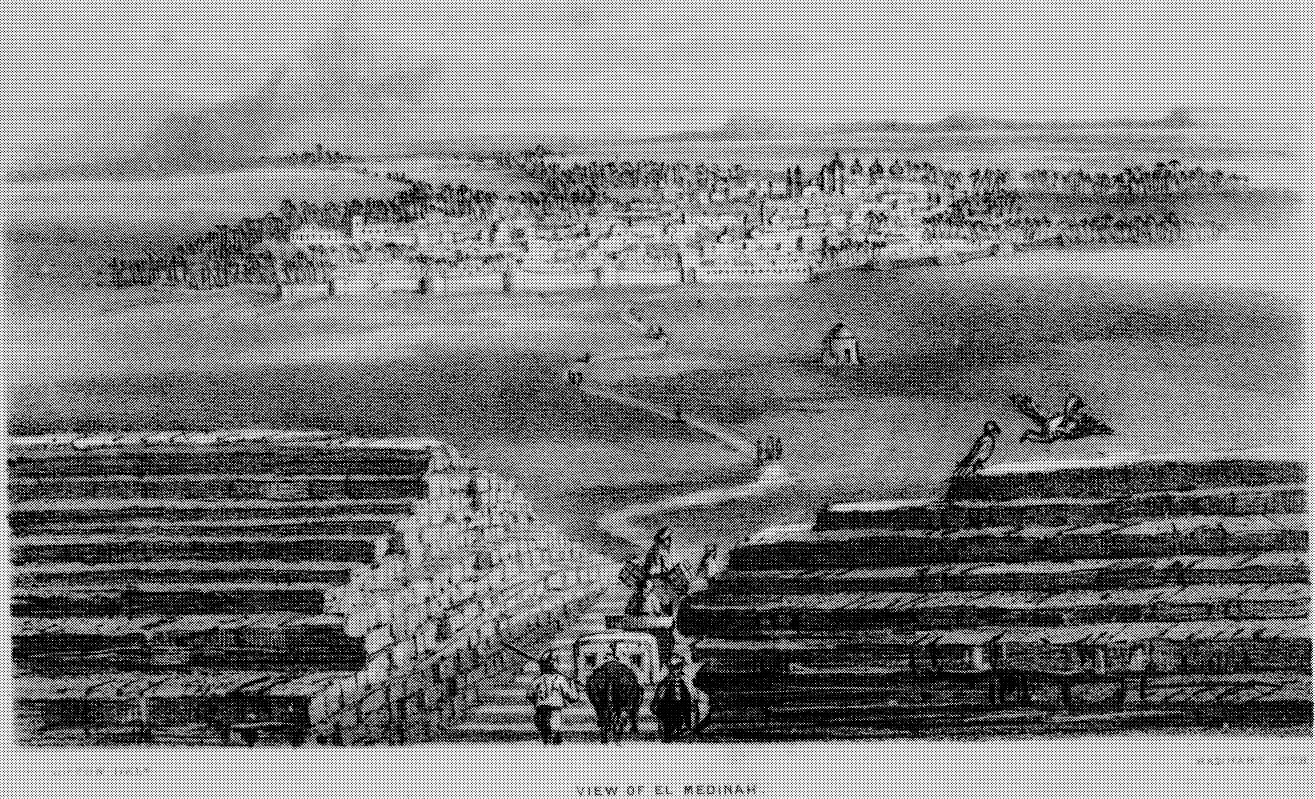
Иллюстрация Бертона «Паломничество» о мусульманской хиджре в Медину

Ибн Маслама принял ислам от Мусаба ибн Умайра до его собратьев по клану Аус Саада ибн Муаза и Усайда бин Худайра, и до иммиграции Мухаммеда и мекканских мусульман в Медину около 621-622 гг. н. э. После того, как мекканцы прибыли в Медину, жители Медины были немедленно проинструктированы Мухаммедом о необходимости связать себя братскими узами с мекканцами, и Ибн Маслама был поставлен в пару с Абу Убайдой ибн аль-Джаррахом. Причиной его постановки в пару с Абу Убайдой было то, что Мухаммед считал, что характер и темперамент Ибн Масламы, а также личные вкусы и схожее отношение с Абу Убайдой:242.
Таким образом, после прибытия мусульман в Мекку, Ибн Маслама служил в различных военных кампаниях, где первое его генеральное сражение состоялось в битве при Бадре в марте 624 года:330:347. В апреле 624 года, когда мусульмане победили племя Кайнука, Ибн Маслама руководил их изгнанием из Медины и захватом их имущества. Мухаммед наградил его кольчугой:89. В том же году, примерно в сентябре месяце, Ибн Маслама был отправлен Мухаммедом вместе с некоторыми из его родственников и союзного племени Аус на миссию по убийству Кааба ибн аль-Ашрафа, иудея, который писал клеветнические стихи о Мухаммеде, а также писал откровенные стихи о мусульманских женщинах. Ибн Маслама притворился перед Каабом, что он не поддерживает Мухаммеда и выступит на стороне Кааба против него, при условии, что Кааб даст ему взаймы один или два верблюжьих груза еды. Кааб хотел что-то взамен, и Ибн Маслама предложил оставить ему свое оружие в качестве залога. Затем Кааб вышел навстречу ему и нескольким другим ночью, и после того, как мужчины понюхали его голову на предмет духов, они убили его:367:93:347–348:95–97. В то время как Ибн Масламе и его коллегам удалось скрыться незамеченными в течение ночи, племена Кааба узнали о смерти Кааба на следующий день, после того как они нашли труп Кааба на земле.
В апреле 625 года мусульмане участвовали в битве при Ухуде против курайшитов, которые были под командованием Абу Суфьяна ибн Харба. Ибн Маслама был поставлен во главе пятидесяти человек, которым было поручено патрулировать лагерь в ночное время перед битвой. В этой битве мусульмане понесли тяжелые потери из-за неожиданного флангового наступления сзади Халида ибн аль-Валида. Когда мусульмане отступали, Ибн Маслама был одним из немногих солдат, которые стояли рядом с Мухаммедом:347. Позже, в августе 625 года, Ибн Маслама принёс сообщение еврейскому племени Бану Надир о том, что Мухаммед хочет изгнать их. Этот поступок Ибн Масламы шокировал племя Бану Надира, так как они не думали, что представители клана Аус осмелятся угрожать им таким образом:179–180:158. Позже, когда племя Надир сдалось Мухаммеду и было изгнано из Медины, именно Ибн Маслама руководил их выходом и собрал все их конфискованное имущество и оружие:183, 185.
В следующем году 626 году, в период между августом и сентябрем, Ибн Маслама был вовлечен в набег скота во время Поход Думат аль-Джандаля, где он был единственным мусульманином, который захватил пленного человека; другие налётчики привели только скот и верблюдов:198. Однако пленником этой экспедиции, которого привёл Ибн Маслама, оказался важный араб по имени Сумама ибн Усхал, вождь клана Бану Ханифа, который населял Аль-Ямама Неджд, Центральная Аравия. Сумама был позже освобожден Мухаммедом без какого-либо выкупа, что заставило впечатленного его этим поступком принять ислам и призвало своих последователей племени Бану Ханифы принять ислам. Обращение Сумамы оказало значительное политическое влияние на мусульманскую Медину по двум причинам:
- Клан Тумама, Бану Ханифа были сельскохозяйственной общиной в Центральной Аравии и важными поставщиками пшеницы для многих племен по всей Аравийской пустыне. Приняв ислам, Тумама бойкотировал курайшитов в Мекке, что заставило курайшитов в некоторой степени прекратить агрессию против мусульман Медины[16].
- Позже, во время Войны с вероотступниками в эпоху Первого праведного халифа Абу Бакра, ветвь Бану Ханифа Сумамы отмежевалась от фракции Мусайлимы, которая также происходила из Бану Ханифа. Вместо этого ветвь начала помогать халифату, предоставляя значительное количество живой силы воинов для сражений под началом Халида ибн аль-Валида, который также принял ислам и сражался под халифатом в битве при Ямаме[16].

Следующим крупным сражением, в котором принял участие Ибн Маслама, была Битва у рва, которая произошла весной 627 года, когда коалиции курайшитов, гатафанов и других более мелких племен численностью до 10 000 человек осадили Медину. Ибн Маслама стоял ночью на страже у палатки Мухаммеда:228–229:347. Затем, на следующий день после того, как осаждавшие Медину отступили, Ибн Маслама участвовал в карательной осадной операции против другого иудейского племени в Медине, племени Бану Курайза, которое предало Медину и встало на сторону коалиционной армии в Битве у рва:246. Когда племена курайза сдались, Ибн Маслама был тем, кто связал запястья пленных:250. Ибн Масламе было поручено охранять пленников из еврейского племени, которых должны были казнить. Еврей по имени Амр ибн Суда пробрался мимо стражи ночью, выскользнул из Медины и больше его никто не видел. Ибн Маслама сказал Мухаммеду, что он намеренно позволил Амру сбежать, потому что тот не участвовал в предательстве Курайза. Мухаммед принял эту историю и сказал, что Аллах спас Амра из-за его верности:463:247–248:32. Когда продавали пленников Курайза, Ибн Маслама купил женщину и её двух сыновей за 45 монет динара. Эти монеты были приобретены Ибн Масламой, когда он был награжден тремя частями военной добычи, поскольку фикх в исламе разрешал всадникам брать большую добычу у пехоты, а Ибн Маслама сражался в этой осаде на своем коне:257.
Ибн Маслама повёл 30 всадников в поход на аль-Курату в июне 627 года. Они шли ночью и прятались днем. В аш-Шарабе они напали на клан Бакр племени Бану Килаб и убили десять из них. Затем они угнали скот, 150 верблюдов и 3000 овец обратно в Медину:660:262–263:348. В следующем месяце Мухаммед отправил его с десятью людьми на территорию Гатафан в Зуль-Кассе. Ибн Маслама и его люди попали в засаду ночью, когда они спали. Когда враг начал стрелять стрелами, Ибн Маслама первым проснулся и предупредил своих людей, чтобы они ответили огнем из своих стрел. Бедуины метали копья и убили троих из них; мусульмане убили одного; затем нападавшие убили еще семерых. Ибн Маслама упал с раненой лодыжкой, хотя ему удалось выжить и спастись, поскольку враги раздели трупы и ушли. Позже, мусульманин случайно проходил мимо этого места, и, обнаружив Ибн Масламу живым, он дал ему еды и воды и отвез его обратно в Медину:270:348:93. Позже, Ибн Маслама также участвовал в походе на аль-Мурайси в январе 628 года:203.
Во время Байа Ридван Ибн Маслама был среди двадцати всадников, отправленных в качестве авангарда в Худайбийю:286, и он был в списке ночных дозорных. Однажды ночью курайшиты послали пятьдесят человек в мусульманский лагерь. Ибн Масламе удалось захватить их и привести к Мухаммеду:296. Согласно одной из версии, он был свидетелем Худайбийского мирного договора:301, но альтернативная источники утверждают, что свидетелем был его брат Махмуд:505.

### Осада Хайбара

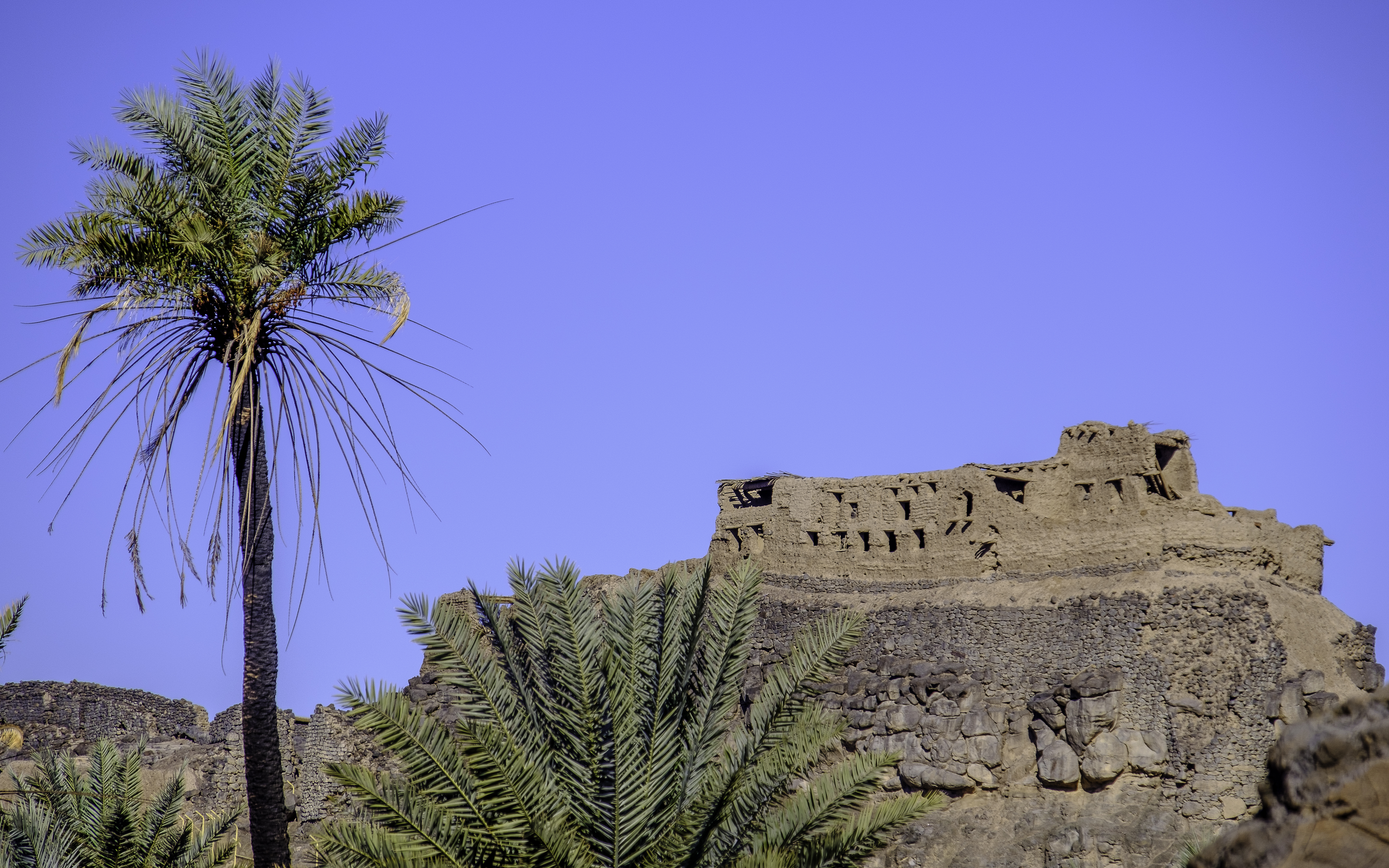
Крепость «Камус», одна из восьми крепостей еврейского племенного союза в Хайбаре

В битве при Хайбаре в мае/июле 628 года именно Ибн Маслама нашёл лучшее место для мусульманского лагеря:317. В первый день битвы его брат Махмуд был смертельно ранен, когда сидел в тени форта Наим. Внутри крепости еврейский воин Мархаб бросил вниз жернов, который приземлился на голову Махмуда:511:317. Махмуду потребовалось три дня, чтобы умереть, в течение этого времени Ибн Маслама пообещал позаботиться о дочерях своего брата:324
.
В тот же день Ибн Маслама отомстил за своего брата, убив Мархаба в жестоком поединке, который был настолько интенсивным, что пальмы в саду за крепостной стеной были полностью срублены. Битва закончилась тем, что Ибн Масламе удалось отрубить одну из ног Мархаба. Однако, прежде чем Ибн Масламе нанести смертельный удар, его перехватил Али ибн Абу Талиб, который проходил мимо и отрубил голову Мархабу. Это дало право Али забрать добычу, что побудило Ибн Масламу оспорить претензии Али к Мухаммеду, и после того, как они передали свой спор ему, он передал меч, щит, шапку и шлем Мархаба Ибн Масламе:513:323:118. Позже Ибн Маслама также убил другого иудейского война по имени Юсайр:323  и также участвовал в отряде тех, кто защищал Мухаммеда, когда они осаждали крепость ас-Сааба ибн Муаза:324. После битвы Кинана ибн аль-Раби был подвергнут пыткам Зубайром ибн аль-Аввамом в надежде, что он раскроет, где он спрятал сокровище клана Абу-ль-Хукайк. Когда Кинана больше не мог говорить, Мухаммед приказал аль-Зубайру передать его Ибн Масламе. Ибн Масламе было разрешено отрубить голову Кинане:515:331:123:135.

### Карьера до смерти Мухаммеда
После того, как все восемь крепостей в Хайбаре были покорены, Ибн Маслама и мусульманские силы снова двинулись и прошли мимо еврейского племени Вади аль-Кура, с которым они сражались на том основании, что пока кто-либо не сдастся. Мусульмане оставались некоторое время, разделяя военную добычу, Ибн Маслама был награжден одной долей в Вади аль-Кура:526:354–355. 
В 629 году во время первого паломничества Мухаммед послал вперед сотню всадников во главе с Ибн Масламой, что напугало курайшитов, хотя Мухаммед заверил их, что у него нет военных намерений:348:138. В январе 630 года Ибн Маслама также участвовал в завоевании Мекки. Когда Мухаммед обошёл Каабу на своем верблюде аль-Касва, как раз перед тем, как разрушить ее идолов, Ибн Маслама держал поводья верблюда:409. Передаётся, что Ибн Масламе было приказано Мухаммедом участвовать во всех военных кампаниях, за исключением битвы при Табуке, поскольку в этом случае Мухаммед назначил его губернатором Медины:347:488.

### Жизнь во времена Праведного халифата

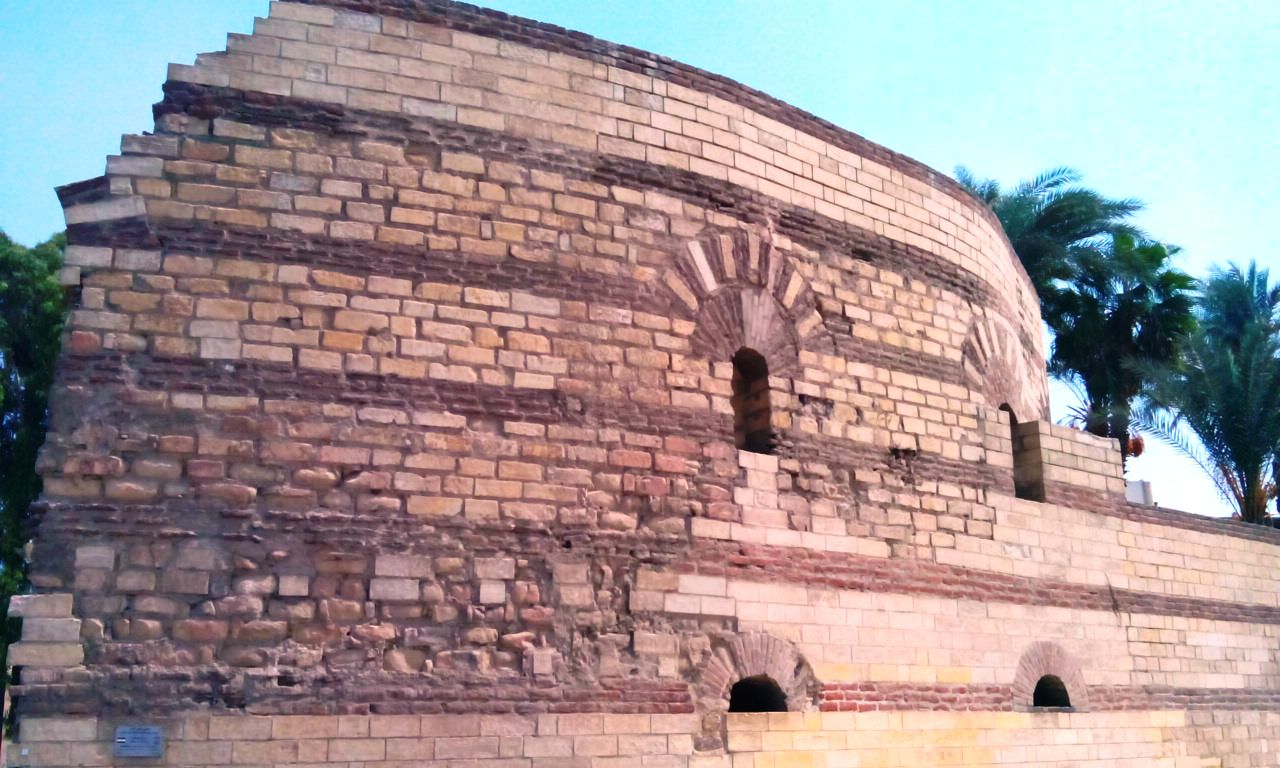
Крепостная стена Вавилона, Египет

Во время халифата Ибн Маслама работал сборщиком налогов, собирая закят, который должен был выплачиваться племенем Ашджа, которое было подплеменем Гатафан.
В 638 году Второй праведный халиф Умар ибн аль-Хаттаб отправил Ибн Масламу в недавно основанное поселение Куфа. Саад ибн Абу Ваккас — герой битвы при Кадисии и осады Ктесифона (637), построил общественную цитадель по соседству со своим домом. Шум от близлежащего рынка был настолько оглушительным, что Саад построил запертые ворота в цитадель, что побудило халифа послать Ибн Масламу разрушить ворота, что он и сделал, поджег их. Он отказался от всех предложений Саада о гостеприимстве, но вручил ему письмо от Умара, в котором тот напомнил ему, что цитадель должна быть доступна для публики, и предложил ему переместить свой дом. Саад не поверил письму и отрицал, что Умар сделает такие замечания. У Ибн Масламы не было достаточно припасов для его возвращения домой. Позже, в 642 году Ибн Маслама продолжил свою работу в качестве личного надзирателя халифа, расследуя любые жалобы по всему халифату:190:242. Пока он не нашел больше жалоб на Саада в Куфе, тогда Ибн Маслама был отправлен в Куфу для расследования. Он посетил все местные мечети и выслушал все жалобы публично. Почти все выразили удовлетворение поведением Саада на посту губернатора; но в конечном итоге было обвинение в том, что он неправильно руководил молитвами и слишком много времени проводил на охоте. Ибн Маслама отвёз Саада и его обвинителей обратно к Умару, что позже привело к тому, что Саад был признан невиновным, в то время как обвинитель только распространял слухи, хотя Умар продолжал заменять Саада на посту губернатора.

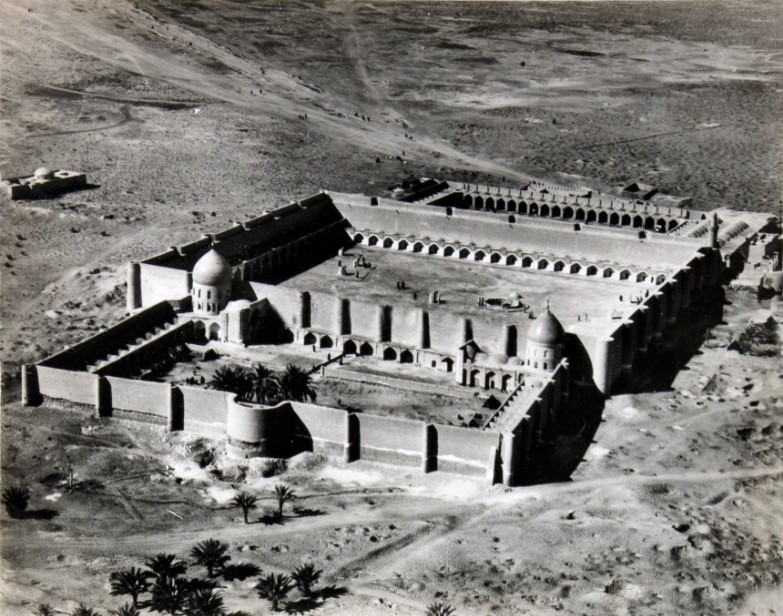
Великая мечеть Куфы, 1915 г. н.э.

Позже, после восхождения Усмана ибн Аффана на пост Третьего праведного халифа, Ибн Маслама продолжал исполнять обязанности инспектора. В 655 году Усман послал его в Куфу для расследования некоторых жалоб; но Ибн Маслама сообщил, что не нашел ничего неправильного:147.
Во время мусульманского завоевания Египта, командующий халифата Амр ибн аль-Ас запросил подкрепление во время своего похода в Египет, Ибн Маслама был одним из тех, кого Умар послал во главе отряда из тысячи человек. Сообщается , что во время осады Вавилонской крепости Ибн Маслама был одним из солдат, выбранных Зубайром ибн аль-Аввамом, чтобы сформировать небольшую команду, которая должна была сопровождать Зубайра в его дерзком поступке: лично взобраться на стену Вавилонской крепости, прорваться к воротам и открыть их для мусульманской армии.
Во время беспорядков в Медине, устроенных египтянами и иракцами против халифа Усмана, Ибн Маслама оставался сторонником Усмана. Когда Усман предупредил с минбара, что египетские мятежники были прокляты Мухаммедом, Ибн Маслама встал и засвидетельствовал, что он также слышал от самого Мухаммеда относительно хадиса, который рассказывал Усман с минбара, что те инакомыслящие, которые были предсказаны ранее, вызовут проблемы, о чем летописцы думали особенно в это время:165. Позже Усман послал Ибн Масламу вместе с Али возглавить делегацию, чтобы приказать египетским инакомыслящим покинуть Медину:174–175. Когда беспорядки продолжались, Ибн Маслама отправился с пятьюдесятью кавалеристами на переговоры с египтянами. Он вошёл в шатёр их лидеров и подчеркнул права Усмана и то, как они связали себя с его лидерством своей клятвой верности. Он предупредил их об опасностях гражданской войны и о том, что может произойти, если Усман будет убит. Затем он предложил себя в качестве гаранта того, что Усман выполнит требования египтян. Один из них спросил о возможности изменения мнения Усмана, на что Ибн Маслама ответил, сказав: «Если так, то это зависит от них»:191, 194. Затем Ибн Маслама вернулся в личные покои халифа и предупредил его, чтобы он бежал, спасая свою жизнь, так как он думал, что инакомыслящие убьют Усмана. Тогда Усман ответил, что он не изменится и не сбежит от лица этих инакомыслящих:191.  Когда египтяне вернулись в Медину. Усман попросил совета у Ибн Масламы, Ибн Маслама ответил, что у египетских диссидентов есть злые намерения. Усман сказал ему снова отослать египтян, Однако Ибн Маслама ответил, что он не будет делать таких вещей, поскольку он обещал им, что халиф прекратит делать определенные вещи, что побудило Усмана молиться. Вскоре после этого египтяне осадили его дом:191–192, 197. Египтяне обратились к Ибн Масламе напрямую, чтобы сообщить ему об обнаружении письма, в котором Усман приказал высечь различных чиновников:191–192, 197. Ибн Маслама сопровождал Али на аудиенцию к Усману, где Али озвучил это утверждение. Усман отрицал, что знал о письме; Ибн Маслама и Али поверили ему и решили, что оно, должно быть, было подделано Марваном I. Али сказал Усману, что он должен повторить свое отрицание в присутствии египтян:192–193. Египтяне вошли и повторили все свои жалобы, а Усман повторил свое отрицание письма. Египтяне возразили, что если он был настолько некомпетентен, что кто-то мог подделывать письма, присвоив его личного писца, печать, раба и верблюда, то он должен был отречься в любом случае. Усман отказался отречься от должности, на которую его назначил Аллах, и спор стал громким. Ибн Маслама и Али сумели вывести их из присутствия Усмана до того, как произошло какое-либо физическое насилие, но осада дома Усмана продолжалась до тех пор, пока халиф не был убит:193–196.
После убийства Усмана Ибн Маслама был одним из немногих, кто не присягнул на верность Али:6, 9. Посланник из Басры подстрекал Усаму ибн Зайда к ссоре из-за присяги на верность Али как халифу, что побудило некоторых сторонников Али напасть на Усаму, и Ибн Маслама был среди тех, кто вскочил, чтобы защитить его. Сухайб ар-Руми сумел утихомирить ситуацию, но сообщения о нерешительной поддержке Али вернулись как к нему, так и к его противникам:65–66. В период раздоров Субая ибн Хусейн аль-Талаби увидел палатку, установленную у колодца в пустыне. Ему сказали, что она принадлежит Мухаммаду ибн Масламе, который к тому времени был уже стариком. Субая спросил Ибн Масламу, почему он там живет. Ибн Маслама ответил, что он покинул Медину, потому что хотел избежать гражданской войны внутри халифата:348–349.

### Смерть
Мухаммад ибн Маслама умер в Медине в мае/июне 663 года:32 или апреле/мае 666 года в возрасте около 75 лет:349.  Сообщается, что Ибн Саад, Ибн Маслама был убит жителем Иордании, который возмущался нейтралитетом и пацифизмом Ибн Масламы во время гражданской войны.
Марван I ибн аль-Хакам, двоюродный брат Усмана и Муавии I, возглавил его похоронную молитву:349:32. Согласно другой информации, именно Муавия возглавил погребальную молитву.

## Хадис и личная характеристика
Ибн Маслама был описан как физически высокий и крепкий человек с тёмной кожей и лысой головой:348.
Поскольку Ибн Маслама в основном сражался как кавалерист, историк Аль-Вакиди сообщает, что коня Ибн Масламы звали Зу аль-Лимма:266.
По информации, Мухаммед считал, что Ибн Маслама имел схожий характер и отношение с Абу Убайдой ибн аль-Джаррахом, старшим мухаджиром-сахабой:236. Ибн Маслама также считался немногословным человеком и никогда не жаловался, когда ему давали трудные задания, такие как убийство иудейского вождя Кааба ибн Ашрафа. Говорят, что это качество было причиной того, что Умар доверял Ибн Масламе как своему личному агенту, чтобы контролировать губернаторов при Умаре:242.
Он поощрял своих детей спрашивать его о военных походах Мухаммеда. Он сказал, что знает обо всех из первых рук, за исключением Табука, о котором он слышал непосредственно от его участников:348.
Он вырезал меч из дерева и повесил его на чашу, подвешенную в его доме, «чтобы тревожить встревоженных»:349.
Мухаммед дал Ибн Масламе меч, сказав: «Сражайся им с идолопоклонниками, когда они сражаются. Когда ты увидишь мусульман, стоящих друг против друга, возьми его в Ухуде и бей им, пока он не сломается. Затем сиди в своем доме, пока он не закончится»:348, 349. Когда началась гражданская война, Ибн Маслама взял меч, который дал ему Мухаммед, и сломал его:349.
Когда Абу Бакр поднял юридический вопрос о наследстве, причитающемся бабушке, Ибн Маслама засвидетельствовал, что Мухаммад выделил ей одну шестую часть имущества.
После восхождения Умара на престол халифа, Умар однажды спросил о кровавых деньгах, требуемых за убийство нерожденного ребенка путем нападения на его мать. Ибн Маслама свидетельствовал, что Мухаммед установил цену в размере «высококачественного раба» любого пола.
Во время правления Умара в качестве халифа, Ибн Маслама был вовлечен в спор с соседом, ад-Даххаком ибн Халифой, который хотел отвести поток воды через собственность Ибн Масламы. Ибн Маслама отказался дать разрешение, даже когда Даххак напомнил ему, что это не может причинить ему вреда, и у него будут неограниченные права на забор воды. Даххак передал дело Умару, и Ибн Маслама повторил халифу, что он не позволит этого. В конце концов, Умар вынес вердикт в пользу Даххака, и поток был отведен, как и хотел Даххак.

## Семья
У Ибн Масламы было десять сыновей и шесть дочерей от семи разных женщин:347.
1. Умм Амр бинт Салама из клана Абдул-Ашхал из Аус. Ее брат присутствовал на Втором обете в аль-Акабе , и она была одной из женщин, которые присягнули Мухаммеду[31]:222:
  1. Абдулрахман
  2. Умм Иса
  3. Умм аль-Харис
2. Амра бинт Масуд из клана Зафар племени Аус. Она и ее дочь, вместе с матерью, сестрой и племянницей, были среди первых женщин в Медине, которые присягнули Мухаммеду[31]:231, 232: 
  1. Абдулла
  2. Умм Ахмад
3. Кутайла бинт аль-Хусейн из ветви Мурра племени Кайс ибн Айлан.
  1. Саад
  2. Джаафар
  3. Умм Зайд
4. Захра бинт Аммар из ветви Мурра племени Кайс ибн Айлан.
  1. Умар
5. Жены из клана Атба племени Калб.
  1. Анас
  2. Амра
6. Наложницы
  1. Кайс
  2. Зайд
  3. Мухаммед
7. Еще одна наложница.
  1. Махмуд
  2. Хафса